# Baliza Punta Lobos
La baliza Punta Lobos es una baliza no habitada de la Armada Argentina ubicada en la Provincia de Buenos Aires. Se encuentra en la ubicación 39°10′06″S 61°53′04″O / -39.16833, -61.88444 en el extremo noroeste de la Isla Bermejo. La baliza tiene una altura de 21 m, se trata de una estructura de torre piramidal negra con un globo y chapas horizontales. La baliza Punta Lobos es visible desde todos los puntos navegables, pero presenta el inconveniente de tener mal corte con el faro El Rincón durante la aproximación desde el mar, además no es fácil reconocerla en el radar.